# Циолковский, Станислав Фомич
Станисла́в Фоми́ч Циолко́вский (Станислав Тимофеевич Циолковский; 8 (19) декабря 1788 года — 1842) — русский генерал-майор.

## Биография
Родился 8 (19) декабря 1788 года в Белополье, Житомирского уезда, Волынской губернии, происходил из древнего польского дворянского рода.
В 1807 году поступил на воинскую службу в Шлиссельбургский пехотный полк подпрапорщиком. 25 июня 1808 года был произведен в портупей-прапорщики, а 3 сентября 1810 года — в прапорщики.
Участвовал в Турецком походе 1808—1811 гг. С 17 июня 1808 года принимал участие в боевых действиях в Молдавии и Валахии: при Браилове, Журжии, Силистрии, Шумле, Рущуке и др.
Был ранен под Батиным и за отличие в этом сражении произведен 25 ноября 1810 года в подпоручики.
С декабря 1811 года по апрель 1817 года он состоял дивизионным адъютантом при генерале Эссене и участвовал в Отечественной войне 1812 г. В сражении под Волковыском Циолковский был сильно контужен и ранен в шею; за кампанию 1812 года он получил чин штабс-капитана и орден святой Анны 2-й степени.
5 января 1817 года был переведён в Лейб-гвардии Измайловский полк, а 14 декабря того же года назначен старшим адъютантом отдельного Оренбургского корпуса, которым командовал тот же Эссен. В 1820—1821 гг. Циолковский был начальником конвоя, сопровождавшего нашу миссию в Бухару. Произведённый в 1822 г. в полковники, с отчислением от Измайловского полка по армии, он был оставлен в Оренбурге в распоряжении Эссена, а затем графа Сухтелена. В 1824—1825 гг. Циолковский был начальником отряда, сопровождавшего наш купеческий караван посланный в Бухару, и подвергшегося нападению киргизов — при переправе через Сыр-Дарью и хивинцев — у горы Биштюбе.
25 декабря 1833 г. получил орден св. Георгия 4-й степени за беспорочную выслугу 25 лет в офицерских чинах (№ 4805 по списку Григоровича — Степанова), а 4 декабря 1834 г. назначен командующим Башкиро-Мещерякским войском; 1 января 1835 г. он произведён был в генерал-майоры с оставлением в должности, а в 1839 г. получил орден св. Станислава 1-й степени и пожалован землёй в количестве 2500 десятин. В 1839—1840 гг. участвовал в Хивинской экспедиции (во время этого похода Циолковский приобрел себе нелестную славу «живодера»), 16 октября 1840 г. — награждён орденом св. Анны 1-й степени, а 28 ноября 1840 г. по болезни вышел в отставку.
(М. Терентьев сообщает, что Циолковский был уволен без прошения, попросту выгнан В. Перовским. Одним из поводов к неудовольствию В. Перовского явилась незаконная спекуляция в компании с купцом Н. М. Деевым казёнными верблюдами, предназначенными для зимнего похода в Хиву (1839/1840 г.)).
В 1842 году в селе Спасском Оренбургского уезда был убит своим крепостным поваром за чрезмерно жестокое обращение с ним, а труп его после похорон был дважды вынут крестьянами из могилы и подвергнут наказанию плетьми. После второго случая родственники перезахоронили его останки на кладбище в Оренбурге.

## Семья
Жена: Крашенинникова Татьяна Петровна
сыновья: Виталий (1825 г. р.), Феликс (1827 г. р.), Николай (1828 г. р.)
дочери: Мария (1822 г. р.), Анна (1823 г. р.), Любовь (1836 г. р.)